# Gentofte
Gentofte é um município da Dinamarca, localizado na região oriental, no condado de Copenhaga.
O município tem uma área de 26 km² e uma  população de 67 957 habitantes, segundo o censo de 2003.
É a cidade natal de Lars Ulrich, baterista da banda de Thrash Metal norte-americana Metallica